# Astragalus gaudanensis
Astragalus gaudanensis es una especie de planta del género Astragalus, de la familia de las leguminosas, orden Fabales.

## Distribución
Astragalus gaudanensis se distribuye por Turkmenistán e Irán.

## Taxonomía
Fue descrita científicamente por B. Fedtsch. Fue publicada en Bot. Mater. Gerb. Glavn. Bot. Sada R.S.F.S.R. 2: 51 (1921).